# MTV Video Music Awards 1998
Die Verleihung der MTV Video Music Awards 1998 fand am 10. September 1998 statt. Verliehen wurde der Preis an Videos, die vom 17. Juni 1997 bis zum 12. Juni 1998 ihre Premiere hatten. Die Verleihung fand im Universal Amphitheatre, Universal City, Kalifornien statt. Moderator war Ben Stiller.
Gewinnerin des Abends war Madonna, die insgesamt sechs Awards gewann, darunter den Hauptpreis Video of the Year. Insgesamt war sie neun Mal nominiert. Bei den Nominierungen waren außerdem Garbage mit acht sowie Will Smith mit sechs erfolgreich, wobei Garbage jedoch keinen Award gewannen.
Der größte Skandal war das durchsichtige Outfit von Rose McGowan, die ihren damaligen Partner Marilyn Manson zur Show begleitete. Ihr damaliger Partner schockte das Publikum dagegen mit seinem Outfit, bestehend aus künstlichen Brüsten, seiner Choreografie bei The Dope Show bei der sich Polizisten küssten sowie dem Gastauftritt des Magermodels Goddess Bunny.

## Nominierte und Gewinner
Die jeweils fett markierten Künstler zeigen den Gewinner der Kategorie an.

### Video of the Year
Madonna – Ray of Light
- Brandy & Monica – The Boy Is Mine
- Puff Daddy & the Family (feat. The LOX, Lil’ Kim, The Notorious B.I.G. & Fuzzbubble) – It’s All About the Benjamins (rock remix)
- Will Smith – Gettin’ Jiggy wit It
- The Verve – Bitter Sweet Symphony

### Best Male Video
Will Smith – Just the Two of Us
- David Bowie (feat. Trent Reznor) – I’m Afraid of Americans (Nine Inch Nails Remix)
- Busta Rhymes – Put Your Hands Where My Eyes Could See
- Eric Clapton – My Father's Eyes
- Brian McKnight – Anytime

### Best Female Video
Madonna – Ray of Light
- Fiona Apple – Criminal
- Mariah Carey (feat. Puff Daddy & the Family) – Honey (Bad Boy remix)
- Natalie Imbruglia – Torn
- Shania Twain – You’re Still the One

### Best Group Video
Backstreet Boys – Everybody (Backstreet's Back)
- Garbage – Push It
- Matchbox 20 – 3 A.M.
- Radiohead – Karma Police
- The Verve – Bitter Sweet Symphony

### Best New Artist in a Video
Natalie Imbruglia – Torn
- Cherry Poppin’ Daddies – Zoot Suit Riot
- Chumbawamba – Tubthumping
- Fastball – The Way
- Mase – Feel So Good

### Best Rock Video
Aerosmith – Pink
- Foo Fighters – Everlong
- Dave Matthews Band – Don't Drink the Water
- Metallica – The Unforgiven II

### Best R&B Video
Wyclef Jean – Gone Till November
- Brandy & Monica – The Boy Is Mine
- K-Ci & JoJo – All My Life
- Usher – You Make Me Wanna

### Best Rap Video
Will Smith – Gettin’ Jiggy wit It
- Busta Rhymes – Put Your Hands Where My Eyes Could See
- Master P (feat. Fiend, Silkk the Shocker, Mia X & Mystikal) – Make ’Em Say Uhh!
- The Notorious B.I.G. (feat. Puff Daddy & Mase) – Mo Money Mo Problems
- Pras (feat. Ol’ Dirty Bastard & Mýa) – Ghetto Supastar (That Is What You Are)

### Best Dance Video
The Prodigy – Smack My Bitch Up
- Backstreet Boys – Everybody (Backstreet's Back)
- Janet Jackson – Together Again
- Madonna – Ray of Light
- Will Smith – Gettin’ Jiggy wit It

### Best Alternative Video
Green Day – Good Riddance (Time of Your Life)
- Ben Folds Five – Brick
- Garbage – Push It
- Radiohead – Karma Police
- The Verve – Bitter Sweet Symphony

### Best Video From a Film
Aerosmith – I Don’t Want to Miss a Thing (aus Armageddon)
- Beck – Deadweight (aus Lebe lieber ungewöhnlich)
- Celine Dion – My Heart Will Go On (Love Theme from Titanic) (aus Titanic)
- Goo Goo Dolls – Iris (aus Stadt der Engel)
- Pras (feat. Ol’ Dirty Bastard & Mýa) – Ghetto Supastar (That Is What You Are)  (aus Bulworth)
- Puff Daddy (feat. Jimmy Page) – Come with Me (aus Godzilla)

### Breakthrough Video
The Prodigy – Smack My Bitch Up
- Busta Rhymes – Put Your Hands Where My Eyes Could See
- Garbage – Push It
- Sean Lennon – Home
- Madonna – Ray of Light
- Roni Size/Reprazent – Brown Paper Bag

### Best Direction in a Video
Madonna – Ray of Light (Regie: Jonas Åkerlund)
- Garbage – Push It (Regie: Andrea Giacobbe)
- Wyclef Jean – Gone Till November (Regie: Francis Lawrence)
- The Prodigy – Smack My Bitch Up (Regie: Jonas Åkerlund)
- Radiohead – Karma Police (Regie: Jonathan Glazer)

### Best Choreography in a Video
Madonna – Ray of Light (Choreografen: Madonna & Jonas Åkerlund)
- Busta Rhymes – Put Your Hands Where My Eyes Could See (Choreografin: Fatima Robinson)
- Wyclef Jean – We Trying to Stay Alive (Choreografen: Henry & Crazy Legs)
- Will Smith – Gettin’ Jiggy wit It (Choreograf: Stretch)

### Best Special Effects in a Video
Madonna – Frozen (Special Effects: Steve Murgatroyd, Dan Williams, Steve Hiam und Anthony Walsham)
- Aerosmith – Pink (Special Effects: Kevin Yagher)
- Aphex Twin – Come to Daddy (Special Effects: Chris Cunningham, Glassworks, Red, & Creature FX)
- Foo Fighters – Everlong (Special Effects: Paul Sokol & Chris W.)
- Garbage – Push It (Special Effects: Sebasten Caudron)

### Best Art Direction in a Video
Björk – Bachelorette (Art Director: Samantha Gore)
- Death in Vegas – Dirt (Art Director: &rea Giacobbe)
- Foo Fighters – Everlong (Art Director: Bill Lakoss)
- Garbage – Push It (Art Director: Virginia Lee)

### Best Editing in a Video
Madonna – Ray of Light (Schnitt: Jonas Åkerlund)
- Aerosmith – I Don’t Want to Miss a Thing (Schnitt: Chris Hafner)
- Garbage – Push It (Schnitt: Sylvain Connat)
- The Prodigy – Smack My Bitch Up (Schnitt: Jonas Åkerlund)

### Best Cinematography in a Video
Fiona Apple – Criminal (Kamera: Harris Savides)
- Garbage – Push It (Kamera: Max Malkin)
- Madonna – Ray of Light  (Kamera: Henrik Halvarsson)
- Dave Matthews Band – Don’t Drink the Water (Kamera: Checco Varese)
- Radiohead – Karma Police (Kamera: Stephen Keith-Roach)

### Viewer’s Choice
Puff Daddy & the Family (feat. The LOX, Lil’ Kim, The Notorious B.I.G. & Fuzzbubble) – It’s All About the Benjamins (rock remix)
- Celine Dion – My Heart Will Go On (Love Theme aus Titanic)
- Green Day – Good Riddance (Time of Your Life)
- Matchbox 20 – 3 A.M.
- Will Smith – Gettin’ Jiggy wit It

### International Viewer's Choice Awards

#### MTV Asia
Chrisye – Kala Cinta Menggoda
- H.O.T. – We Are the Future
- Innuendo – Belaian Jiwa
- Kulay – Shout
- Nicole Theriault – Kapolo

#### MTV Australia
Kylie Minogue – Did It Again
- Grinspoon – Just Ace
- Natalie Imbruglia – Torn
- Robyn Loau – Sick with Love
- Regurgitator – Black Bugs
- Screamfeeder – Hi C’s
- Silverchair – Cemetery

#### MTV Brasil
Racionais MC’s – Diário de um Detento
- Fernanda Abreu – Jack Soul Brasileiro
- Barão Vermelho – Puro Êxtase
- Biquini Cavadão – Janaína
- Charlie Brown Jr – Proibida pra Mim
- Cidade Negra – Realidade Virtual
- Claudinho e Buchecha – Quero te Encontrar
- Daúde – Pata Pata
- Engenheiros do Hawaii – A Montanha
- Gabriel o Pensador – Cachimbo da Paz
- Ira! – Eu Não Sei (Can’t Explain)
- Jota Quest – Onibusfobia
- Maskavo Roots – Djorous
- Os Paralamas do Sucesso – Ela Disse Adeus
- Pato Fu – Antes Que Seja Tarde
- Planet Hemp – Adoled (The Ocean)
- Raimundos – Andar na Pedra
- O Rappa – Vapor Barato
- Lulu Santos – Hyperconectividade
- Soulfly – Bleed

#### MTV India
Lata Mangeshkar & Udit Narayan – Dil To Pagal Hai
- Abhijeet – Main Koi Aisa Geet
- Asha Bhosle – Janam Samjha Karo
- Kamaal Khan – O Oh Jaane Jana
- A. R. Rahman – Maa Tujhe Salaam

#### MTV Japan
hide with Spread Beaver – Pink Spider
- Blankey Jet City – Akai Tanbarin
- Luna Sea – Storm
- Puffy – Ai no Shirushi
- Shikao Suga – Story

#### MTV Latin America(North)
Molotov – Gimme Tha Power
- Aterciopelados – Cosita Seria
- Illya Kuryaki & the Valderramas – Jugo
- La Ley – Fotofobia
- Plastilina Mosh – Mr. P. Mosh

#### MTV Latin America (South)
Molotov – Gimme Tha Power
- Andrés Calamaro – Loco
- Los Fabulosos Cadillacs – Calaveras y Diablitos
- Illya Kuryaki & the Valderramas – Jugo
- Turf – Casanova

#### MTV Mandarin
Coco Lee – Di Da Di
- Black Biscuits – Stamina
- Karen Mok – He Doesn't Love Me
- Na Ying – Conquer
- Power Station – Cruel Love Letter
- David Tao – Beside the Airport

### Michael Jackson Video Vanguard Award
Beastie Boys

## Liveauftritte

### Preshow
- Usher – My Way
- Barenaked Ladies – One Week/Medley

### Main show
- Madonna (featuring Lenny Kravitz) – Shanti/Ashtangi/Ray of Light
- Pras (featuring Ol’ Dirty Bastard, Mýa, Wyclef Jean und Canibus) – Gone Till November/Ghetto Supastar (That Is What You Are)
- Hole – Celebrity Skin
- Master P (featuring Silkk Tha Shocker, Mystikal & Mia X) – Make ’Em Say Uhh!
- Backstreet Boys – Everybody (Backstreet's Back)
- Beastie Boys – 3 MCs and 1 DJ/Intergalactic
- Brandy and Monica – The Boy Is Mine
- Dave Matthews Band – Stay (Wasting Time)
- Marilyn Manson – The Dope Show
- Brian Setzer Orchestra – Jump Jive an’ Wail

## Auftritte

### Pre-show
- Kurt Loder and Serena Altschul – präsentierten die professionellen Kategorien
- John Norris and Serena Altschul – präsentierten Best Dance Video und Breakthrough Video

### Main show
- Andy Dick & Backstreet Boys – traten im Eröffnungssegment auf
- Jerry Stiller – trat bei der Eröffnungsrede auf
- Whitney Houston und Mariah Carey – präsentierten Best Male Video
- Chris Rock – trat in einem Videoeinspieler auf
- Rupert Everett und Salma Hayek – präsentierten Best Group Video
- Tyra Banks – kündigte Pras, Ol’ Dirty Bastard, Mýa, Wyclef Jean und Canibus an
- Johnny Gomez und Nick Diamond (aus Celebrity Deathmatch) – traten in Einspielern zum Viewer's Choice Award auf
- Sarah Michelle Gellar und Hanson – präsentierten Best New Artist in a Video
- Rob Thomas – kündigte Hole an
- Chris Tucker und Jackie Chan – präsentierten Best Video from a Film
- Jada Pinkett Smith und Maxwell – präsentierte Best Alternative Video
- Shaquille O’Neal – kündigte Master P an
- Will Smith und Tatyana Ali – präsentierte Best Female Video
- Mark McGwire und Sammy Sosa – kündigte die Backstreet Boys an
- Jack Black und Puff Daddy – traten in einem Einspieler von FANatic auf
- Jennifer Love Hewitt und Mase – präsentierten Best Direction in a Video
- Sarah McLachlan und Natalie Imbruglia – kündigten the International Viewer’s Choice Awards winners
- Tori Amos und Beck – präsentierten Best Rap Video
- Usher – kündigte Brandy und Monica an
- Steven Tyler, Joe Perry und David Spade – präsentierten Viewer’s Choice
- Chuck D – präsentierte Video Vanguard
- Matt Stone und Trey Parker – kündigten die Dave Matthews Band an
- Jennifer Lopez und Mark Wahlberg – präsentierten Best R&B Video
- Lenny Kravitz und Gwen Stefani – präsentierten Best Rock Video
- Geri Halliwell – präsentierten Video of the Year
- Busta Rhymes und Flipmode Squad – kündigten Brian Setzer Orchestra an